# 博·埃里亚斯
巴尔蒂科·S·埃里亚斯（英語：Baltico S. Erias，1932年7月30日—2007年1月25日），美国NBA联盟前职业篮球运动员。他在1954年的NBA选秀中第5轮第43顺位被罗切斯特皇家选中。